# 106 (liczba)
106 (sto sześć) – liczba naturalna następująca po 105 i poprzedzająca 107.

## W matematyce
- 106 jest liczbą bezkwadratową[1]
- 106 jest liczbą Ulama[2]
- 106 jest liczbą deficytową[3]
- 106 nie jest liczbą palindromiczną, czyli liczbą czytana w obu kierunkach, w pozycyjnych systemach liczbowych od bazy 2 do bazy16
- 106 należy do dwóch trójek pitagorejskich (56, 90, 106), (106, 2808, 2810).

## W nauce
- liczba atomowa seaborgu (Sg)
- galaktyka NGC 106
- planetoida (106) Dione
- kometa krótkookresowa 106P/Schuster

## W kalendarzu
106. dniem w roku jest 16 kwietnia (w latach przestępnych jest to 15 kwietnia). Zobacz też co wydarzyło się w roku 106, oraz w roku 106 p.n.e.